# .cg
.cg és el codi territorial d'Internet de primer nivell (ccTLD) per a la República del Congo. És administrat per ONPT Congo i Interpoint Switzerland. Els ciutadans de la República del Congo tenen dret a un registre de franc, directament en el segon nivell de .cg. Registres addicionals, i registres per estrangers, tenen un cost de 225 euros/any (2008).